# Collectivisme politique
 (octobre 2023).
- Si vous ne connaissez pas le sujet, laissez ce bandeau (vous pouvez alors contacter les auteurs).
- Si vous supprimez le contenu mis en cause (vous pouvez préalablement contacter les auteurs),

argumentez précisément cette suppression dans la page de discussion
(un manque de référence n'est pas un argument ; une recherche réelle de référence doit avoir été effectuée, être formellement documentée).
Le collectivisme politique est un mode d'organisation sociale fondé sur l'appropriation des moyens de décision, au nom de tous, de la majorité, de la généralité. Par extension, système qui admet une intervention de l'État (ou d'autres groupements autoritaires) dans le domaine économique, politique et social en édictant des lois contraignantes. 
Pour les libéraux, le collectivisme politique implique la négation des droits de l'individu. 
Pour les partisans d'une politique collectiviste, le collectivisme politique est le moyen d'organiser la gestion des valeurs défendues par les acteurs politiques, et ceci d'une manière généralisée à l'ensemble de l'espace possédé par ceux-ci.
Plusieurs idéologies collectivistes considèrent qu'une gestion politique de cette forme permettrait d'assurer le bonheur de tous les individus (ou de la grande majorité).

## La diversité des cas et les risques de confusion
Collectivisme est devenu un terme générique recouvrant un ensemble flou de réalités et de pensées, ce qui peut créer notamment une confusion entre collectivisme politique et économique. Plusieurs cas sont possibles, car il peut exister :
- Une société exerçant un collectivisme politique mais sans collectivisme économique (démocraties capitalistes),
- D'autres sociétés exerçant les deux formes de collectivisme (démocraties socialistes, régimes communistes).
- Des sociétés exerçant un collectivisme économique mais sans collectivisme politique (sociétés tribales).
- Des formes de collectivisme politique pouvant être soit bureaucratique, soit étatique, soit nationaliste, soit socialiste, soit anarchiste, etc. (y compris des combinaisons de plusieurs formes).